# 曽田麻衣子
曽田 麻衣子（そた まいこ、1990年10月24日 - ）は、島根県出雲市出身の日本のタレント、キャスター。所属事務所はセント・フォース。

## 略歴
- 2013年3月、立教大学現代心理学部心理学科卒業[2]。
- 立教大学では2011年の立教大学ミス・ミスターコンテスト2011に出場していた。
- 2012年4月7日より『めざましどようび』（フジテレビ）の第6代お天気お姉さんとしてデビュー[3]。7月2日より『めざましテレビ』のイマドキガールとしてレポートなどを担当。
- 2013年9月28日をもって『めざましどようび』のお天気キャスターを卒業し、10月1日より『めざましテレビ』のコーナー「モアセブン」を担当。
- 2014年9月24日、神奈川県麻生警察署にて一日警察署長を務めた[4]。
- 2017年4月から『うまDOKI』（KBS京都）のメインMCを務める[5]。
- 2021年10月1日、会社員男性と結婚[6]。結婚の日取りは、語呂合わせで「天下一」と読めるところから選ばれた[6]。
- 2022年5月以降、体調不良のため『うまDOKI』を休演[5]。
- 2023年3月いっぱいで『うまDOKI』を正式に降板[5]。
- 2023年7月7日、うつ病を公表[5]。2022年5月に医師から翌日から休業するように診断された[7]。
- 2024年9月3日、第1子妊娠を発表[8]。
- 2025年2月25日、第1子出産を報告[9]。

## 人物
- 小学校時代から現在までソフトテニスを続けており、2002年の第19回全国小学生ソフトテニス選手権大会に島根県代表として出場した経験を持つ[10]。

## 現在の出演番組

### テレビ番組
- めざましテレビ（フジテレビ、2018年4月2日 - 不定期出演）
- みんなのKEIBA（フジテレビ、不定期出演）
- 知りたい!SDGs（BSフジ、2019年10月3日 - ）ナビゲーター

## 過去の出演番組

### テレビ番組
- めざましどようび（フジテレビ、2012年4月7日 - 2013年9月28日） - 6代目お天気キャスター
- めざましテレビ
  - 2012年7月2日 - 2013年3月29日、『イマドキ』の木曜日担当。
  - 2013年10月1日 - 2014年9月25日、『MORE SEVEN』リポーター
  - 2014年9月29日 - 2016年11月28日、「ココ調」月曜日リポーター
  - 2016年12月6日 - 2017年3月28日、「ココ調」火曜日リポーター
- Jリーグマッチデーハイライト（スカチャン・BSスカパー!、2016年2月27日 - 12月30日） - マッチデーキャスター
- ヤッホー!SPECIAL 宮根誠司のNEXT SAN-IN（山陰中央テレビ、2016年9月3日）
- めざましテレビアクア （フジテレビ、2017年4月3日 - 2018年3月30日）
- みんなのKEIBA（2018年2月11日、6月10日）
- 大漁!?釣りバカの旅（BSジャパン、2018年4月21日 - 、不定期）
- うまDOKI（KBS京都、2017年4月1日 - 2023年3月末(2022年4月30日から体調不良のため休演)）[5]
- そ〜だったのかンパニー（TSSテレビ新広島、2020年4月5日 - 2023年3月19日(2022年6月から体調不良のため休演)）- MC